# Deutsche Kolonien in Westafrika
Deutsche Kolonien in Westafrika bestanden in Kamerun und Togo von 1884 bis 1919. Seltener wurde auch Deutsch-Südwestafrika darunter verstanden.

## Westafrikanische Kolonien baltischer und deutscher Länder vor 1871

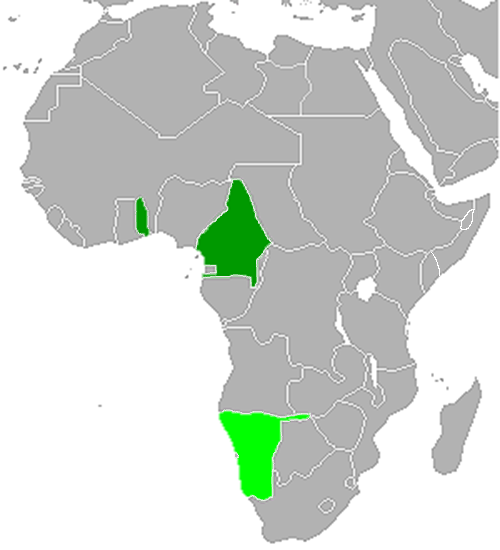
Deutsch-Westafrika um 1912: Togo und Kamerun (dunkelgrün), Deutsch-Südwestafrika (hellgrün)

Das Herzogtum Kurland besaß 1651–1661 die Festung Fort Jacob, benannt nach Herzog Jakob Kettler, auf James Island am Gambia-Fluss. Gegen Ende des 17. Jahrhunderts existierte mit der Festung Groß Friedrichsburg ein weiterer deutschsprachiger Kolonialstützpunkt in Westafrika. Zu den brandenburgisch-preußischen Kolonien gehörten in Afrika ferner die Insel Arguin, die beiden Befestigungen Dorotheenschanze und Sophie-Louise-Schanze sowie ein Stützpunkt bei Takoradis. Die Ambitionen der Brandenburgisch-Afrikanischen Compagnie endeten unter dem Druck der etablierten Kolonialmächte jedoch nach wenigen Jahrzehnten.
Nach dem Historiker Jürgen Luh waren die brandenburgisch-preußischen Kolonien zu keinem Zeitpunkt mit jenen des wilhelminischen Kaiserreiches vergleichbar. Groß Friedrichsburg umfasste zum Beispiel nur etwa 100 Hektar. Das kontrollierte Territorium endete im Umkreis von 500 Metern um das Fort.

## Westafrikanische „Schutzgebiete“

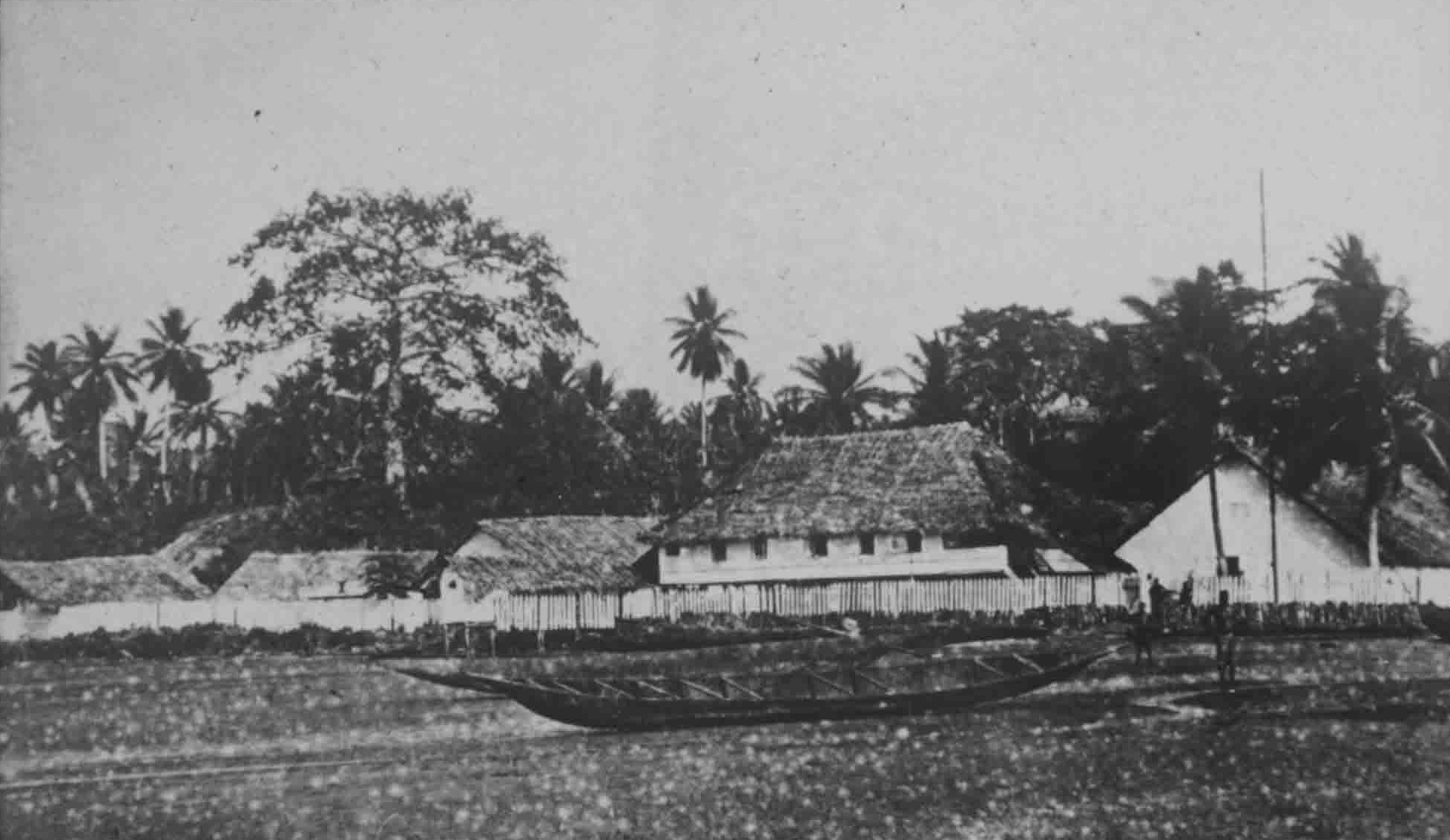
Faktorei der Firma Woermann in Kamerun. Seit den 1830er Jahren betrieben deutsche Unternehmer Handel mit Afrika und legten dort Faktoreien an. Einige dieser Wirtschaftsunternehmungen in Westafrika wurden schließlich Ansatzpunkte für die Gründung deutscher Kolonien.

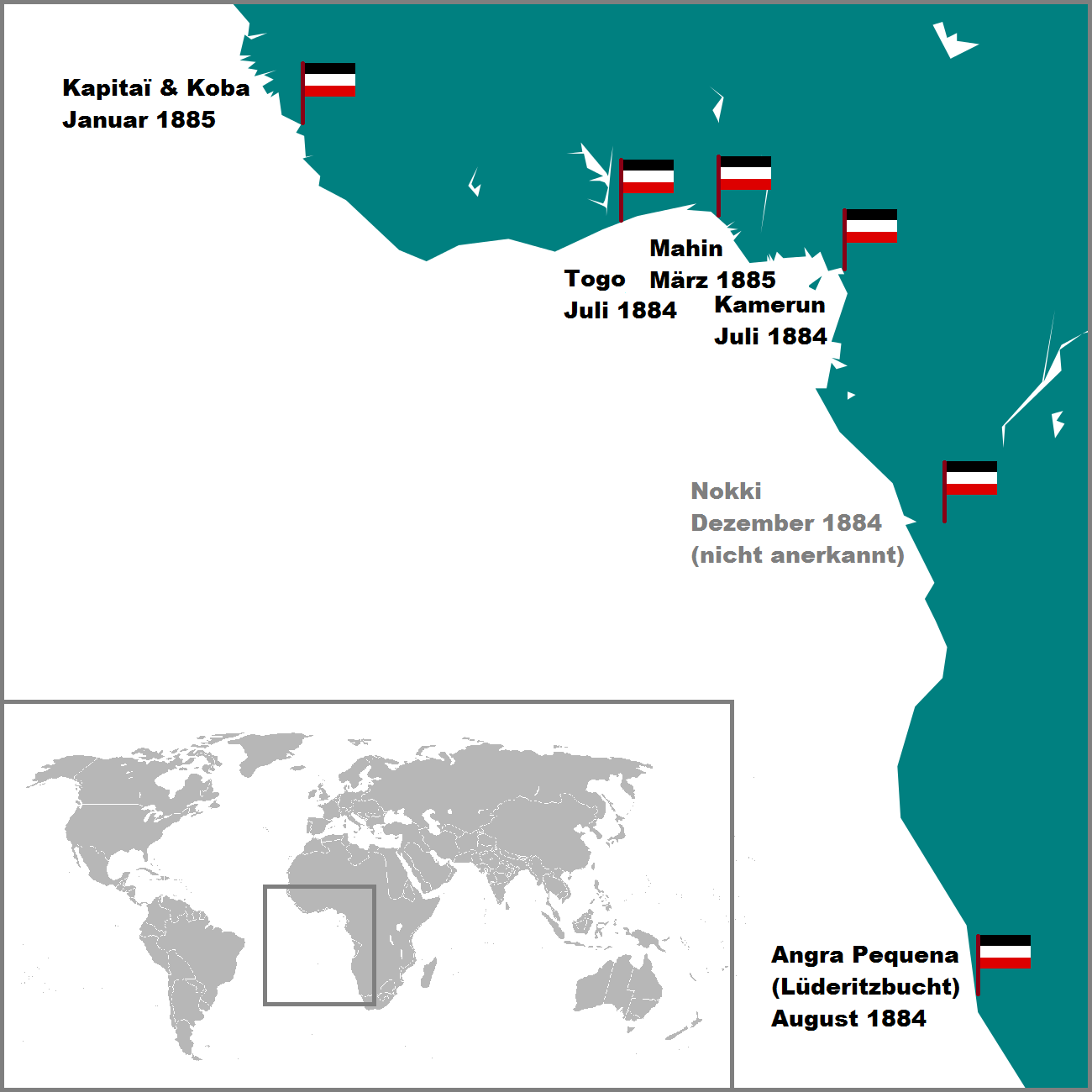
Deutsche Flaggenhissungen* an der Westküste Afrikas 1884/85
- Auswahl; Nokki staatlich nicht anerkannt; Kapitaï und Koba sowie Mahin noch 1885 abgetreten

Im 19. Jahrhundert wurden deutsche Handelshäuser – darunter C. Woermann, Jantzen & Thormählen, Wölber & Brohm und G. L. Gaiser – an der westafrikanischen Küste aktiv. Auch deutsche Missionare, etwa der Norddeutschen Mission, waren bereits in Westafrika vertreten. Nach Abschluss des Britisch-Französischen Abkommens über Abgrenzung ihrer Interessensphären in Westafrika von 1882 („Sierra-Leone-Convention“) drängten Hamburger Überseehändler darauf, ihre Handelsansprüche durch den Schutz des Deutschen Kaiserreiches abzusichern. Der deutsche Reichskanzler Otto von Bismarck bat aus diesem Anlass die Senate der norddeutschen Hansestädte um eine Stellungnahme, inwieweit hierdurch die deutsche Schifffahrt und der Handel in Westafrika betroffen seien. Im März und Juni 1883 unterbreitete Woermann dem Reichskanzler Pläne zur Gründung einer deutsch-westafrikanischen Handelskolonie, die Bismarck zunächst noch zurückhaltend aufnahm.

### Gebietsgründungen

Die deutschen Besitzungen in West-Afrika (Karte von 1884)

Im März 1884 wurde der deutsche Diplomat und Afrikaforscher Gustav Nachtigal zum Reichskommissar für die westafrikanische Küste ernannt. Nachtigal schiffte sich auf dem Kanonenboot Möwe ein und nahm im Juli 1884 Flaggenhissungen an mehreren Orten der westafrikanischen Küste vor:
- Bucht von Benin[7]
  - Bagida
  - Lome
  - Togo
- Bucht von Biafra[8]
  - Akwa-, Bell- und Dido-Town (benannt nach den Herrscherhäusern, die sich zuerst unterwarfen)
  - Bimbia
  - Malimba
  - Klein-Batanga
  - Kribi[9]

Auch die deutschen Gebietsansprüche in Südwestafrika wurden durch Nachtigal bestätigt. Ansprüche auf die westafrikanischen Gebiete Kapitaï und Koba sowie das Mahinland ließ das Deutsche Reich 1885 zugunsten Frankreichs und Großbritanniens fallen. Zum Ausgleich wurden Gebietszuwächse in Kamerun ausgehandelt. So kam das an der Kamerunküste gelegene Victoria erst zum 28. März 1887 in deutsche Verwaltung, nachdem britische Rechte gegen deutsche Gebietsansprüche in Nigeria und Südafrika eingetauscht worden waren. Dem Versuch Eduard Schulzes, Deutschland eine Kolonie bei Nokki am Kongo zu sichern, blieb die staatliche Unterstützung hingegen von vornherein versagt.
Im September 1884 stellte die deutsche Reichsregierung das Westafrikanische Kreuzergeschwader auf, das den erhobenen Gebietsansprüchen militärischen Nachdruck verlieh. Unter Admiral Eduard von Knorr schlug das Deutsche Reich Unruhen innerhalb der Duala-Clans in Kamerun gewaltsam nieder.
Anfangs handelte es sich noch nicht um geschlossene Kolonialgebiete, sondern um fragmentartige Küstenabschnitte mit offenem Hinterland. Nach der Berliner Kongokonferenz von 1884/85 trat Deutschland als Gastgeber auf und es zeichneten sich auch die Grenzen der deutschen „Schutzgebiete“ in Westafrika langsam ab. Expeditionen in das jeweilige Hinterland führten zur Anlage erster Stationen jenseits der Küste wie Baliburg und Jaunde in Kamerun oder Bismarckburg und Misahöhe in Togo. Die Ausdehnung ins Binnenland fand aber erst kurz nach 1900 ihren vorläufigen Abschluss, als die Residentur der Deutschen Tschadseeländer errichtet wurde.
Der erste Gouverneur von Kamerun, Julius von Soden, wurde zugleich zum Oberkommissar von Togo ernannt, das aber zugleich einen eigenen Reichskommissar als Leiter hatte.

### „Wettlauf“ zum Niger

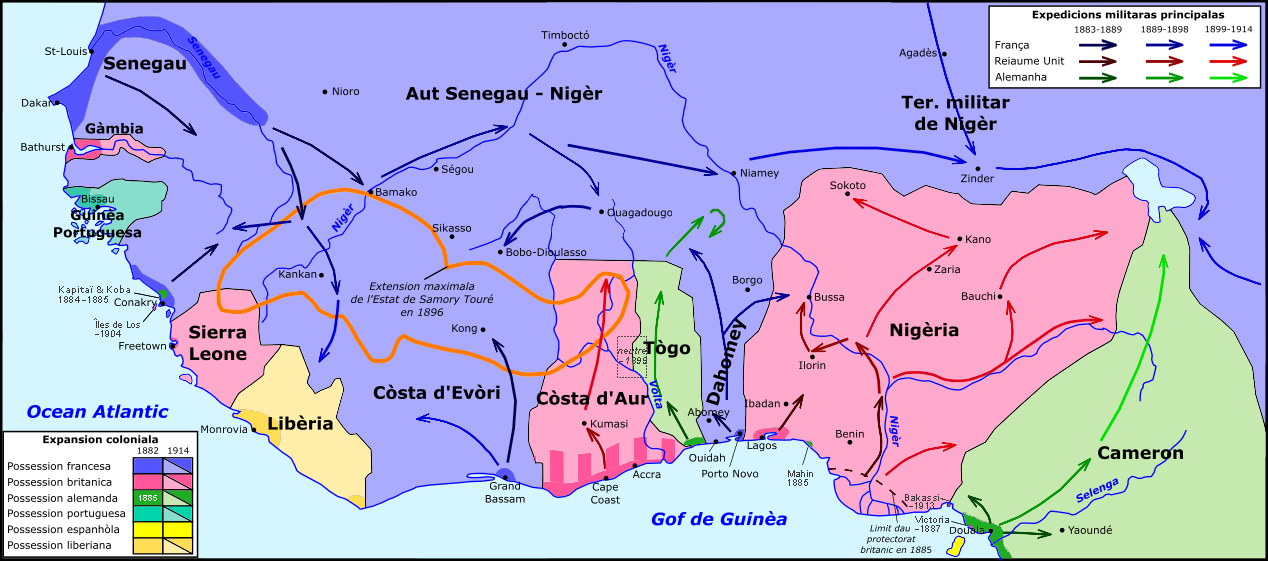
Kolonisation Westafrikas durch Deutschland (grün), Frankreich (blau) und Großbritannien (rot), 1882–1914

Neben dem Kongo galt der Niger im Wettlauf um Afrika als bedeutende Verkehrsader für die Kolonialisierung des Inlandes. Deutschland, Frankreich und Großbritannien machten sich im späten 19. Jahrhundert die Kontrolle über das Einzugsgebiet des Nigers streitig. Bereits 1885 war ein Versuch des deutschen Unternehmers Gottlieb Leonhard Gaiser gescheitert, im sogenannten Mahinland westlich des Nigerdeltas eine Kolonie zu gründen. Deutsche Händler hatten sich hiervon einen zollfreien Zugang zum oberen Niger erhofft. Zwar versuchte der Reisende Paul Staudinger auf der Niger-Benue-Expedition von 1885/86 Beziehungen mit Sokoto, Gando und anderen Herrschaftsgebieten aufzubauen, doch folgten hieraus keine Okkupationen. 1885 war auch das Vorhaben des Kaufmanns Friedrich Colin fehlgeschlagen, über eine Kolonie bei Kapitaï und Koba das Quellgebiet des Nigers zu erreichen. 1894/95 wurde mit der Togo-Hinterlandexpedition – initiiert und finanziert durch das Togo-Komitee und geleitet von Hans Gruner – der Versuch unternommen, Gebiete am mittleren Niger zu erwerben. Dabei sollte Togo um ein Vielfaches seiner ursprünglichen Größe erweitert werden. Gruner und sein Begleiter Ernst von Carnap-Quernheimb bereisten den Niger und schlossen vermeintliche „Schutzverträge“ mit Oberhäuptern der Reiche Gando und Gurma ab. Zeitgleich bereisten aber auch französische und britische Vertreter die Gebiete und schlossen parallel „Verträge“ ab. Auch andere deutsche Vorstöße in Richtung Niger, z. B. durch Erich Kling, Gaston Thierry, Ludwig Wolf und Julius von Zech auf Neuhofen waren somit zum Scheitern verurteilt. Ohne Rücksicht auf das Verständnis und die Interessen der Einheimischen wurde das Einzugsgebiet des Nigers unter Frankreich und Großbritannien aufgeteilt. Deutschland konnte als Kompensation im Vertrag mit Frankreich von 1897 lediglich geringfügige Angliederungen und Grenzveränderungen um Togo aushandeln. Die Niger-Benue-Tschadsee-Expedition war kurz nach 1900 ein letzter Versuch, die deutsche Interessensphäre auf den Niger auszudehnen.

### Deutsch-Westafrika
Eine selten gebrauchte Bezeichnung für die beiden deutschen „Schutzgebiete“ war Deutsch-Westafrika.   Üblicherweise waren damit Kamerun und Togo gemeint (anfangs informell auch Kamerungebiet und Togoland genannt).
Es gab nie eine administrative Einheit namens Deutsch-Westafrika. Das Obergericht in Buea (Kamerun) war als „Kaiserliches Obergericht der Schutzgebiete von Kamerun und Togo“  für die Angelegenheiten der Weißen in beiden Kolonien zuständig (siehe auch: Gerichtsorganisation der ehemaligen deutschen Kolonien).

### Teilgebiete
Zwischen 1884 und 1919 waren folgende Teilgebiete in Westafrika unter deutscher Herrschaft (ohne Deutsch-Südwestafrika):
| Kolonialgebiet              | Dt. Kolonialzeit | Fläche (circa) | Einwohner (circa) | Heutige Staaten                                          |
| --------------------------- | ---------------- | -------------- | ----------------- | -------------------------------------------------------- |
| Altkamerun (ohne Nordosten) | 1884–1919        | 483.000 km²    | 2.588.000         | Kamerun Nigeria                                          |
| Ambas Bay / Victoria        | 1887–1919        | ?              | 12.000            | Kamerun                                                  |
| Bakassi-Halbinsel           | 1913–1919        | 1.000 km²      | ?                 | Kamerun                                                  |
| Entenschnabel               | 1894–1911        | 12.000 km²     | ?                 | Kamerun Tschad                                           |
| Kapitaï und Koba            | 1884–1885        | 2.310 km²      | 35.000            | Guinea                                                   |
| Mahinland                   | 1885             | ?              | 10.000            | Nigeria                                                  |
| Neukamerun (Deutsch-Kongo)  | 1911–1919        | 295.000 km²    | 2.000.000         | Gabun Republik Kongo Tschad Zentralafrikanische Republik |
| Salaga-Gebiet (Ostteil)     | 1899–1919        | ?              | ?                 | Ghana                                                    |
| Togo                        | 1884–1919        | 87.200 km²     | 1.000.000         | Ghana Togo                                               |
| Gesamt                      |                  | 880.510 km²    | 5.645.000         |                                                          |

## Handel und Marine

Flagge der Deutsch-Westafrikanischen Handelsgesellschaft

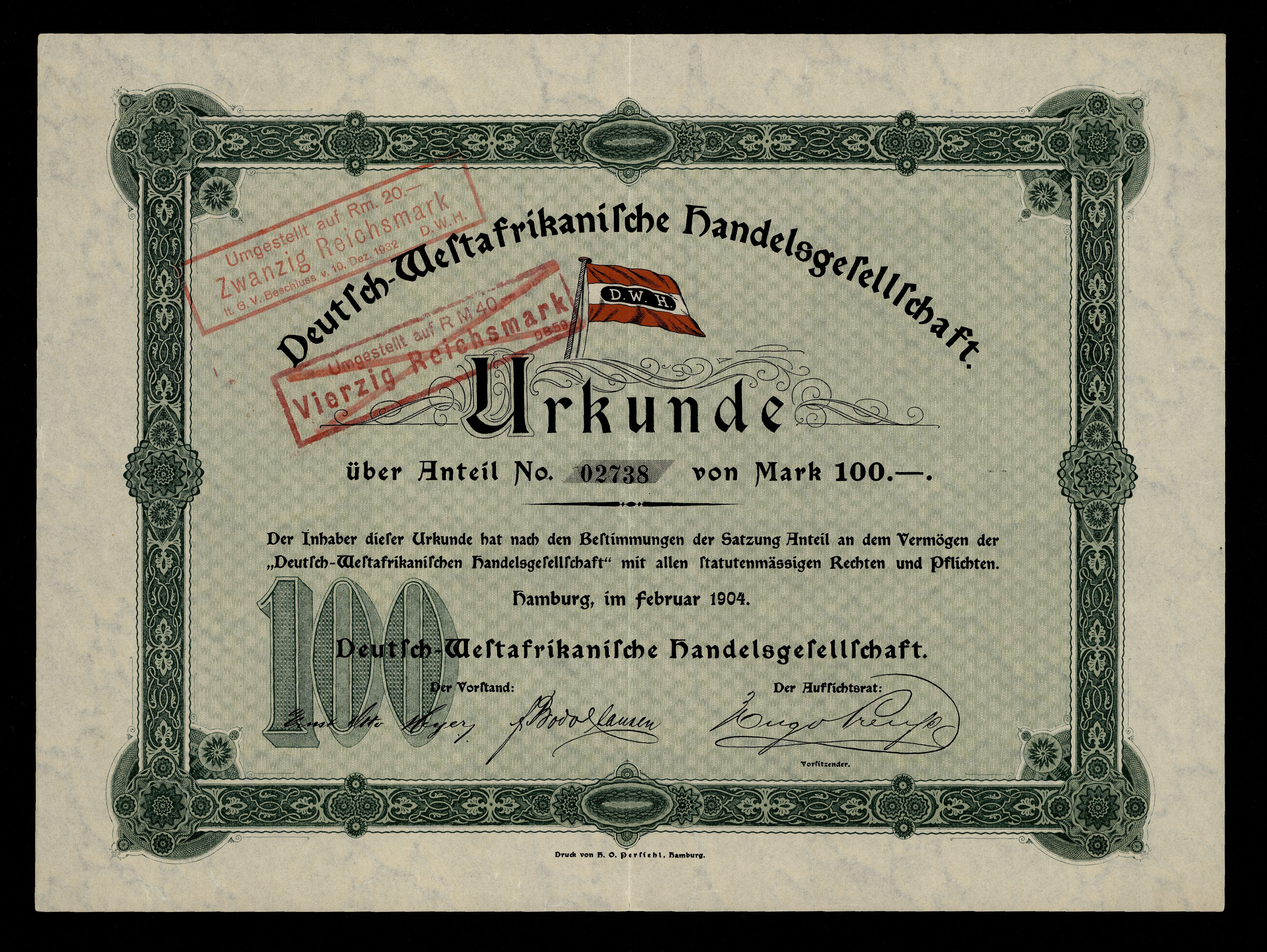
Anteilschein an der Deutsch-Westafrikanischen Handelsgesellschaft vom Februar 1904

Auf Vorschlag Bismarcks konstituierte sich am 8. Oktober 1884 in Hamburg das Syndikat für Westafrika, das die innere Verwaltung der dortigen Kolonien übernehmen sollte. Doch die beteiligten Firmen weigerten sich, diese Aufgabe eigenverantwortlich wahrzunehmen und forderten stattdessen die Einrichtung eines deutschen Gouvernements. Bismarcks Idee der indirekten Herrschaft in den deutschen „Schutzgebieten“ war damit auch in Westafrika gescheitert. 1886 löste sich das Syndikat auf. Die Kolonien Deutsch-Westafrikas galten daher von Anfang an als Kronschutzgebiete gegenüber dem zuerst als Gesellschaftsschutzgebiet verwalteten Deutsch-Ostafrika nebst Witu.
Die Bezeichnung Deutsch-Westafrika findet sich in mehreren Wirtschaftsorganisationen jener Jahre wieder, etwa im Namen der:
- Deutsch-Westafrikanischen Compagnie, gegründet 1886[33]
- Deutsch-Westafrikanischen Handelsgesellschaft, gegründet 1896[34]
- Deutsch-Westafrikanischen Bank, gegründet 1904[35]

In der Marinesprache des Deutschen Kaiserreiches existierte ferner die Westafrikanische Station, die das Seegebiet vor der Küste Westafrikas nebst vorgelagerter Inseln umfasste. Dem Gebiet waren Kriegsschiffe der kaiserlichen Marine im Auslandsdienst zugeordnet, wobei oftmals an den Hafenorten der Schutzgebiete Station gemacht wurde.

## Marokkokrisen und Neukamerun

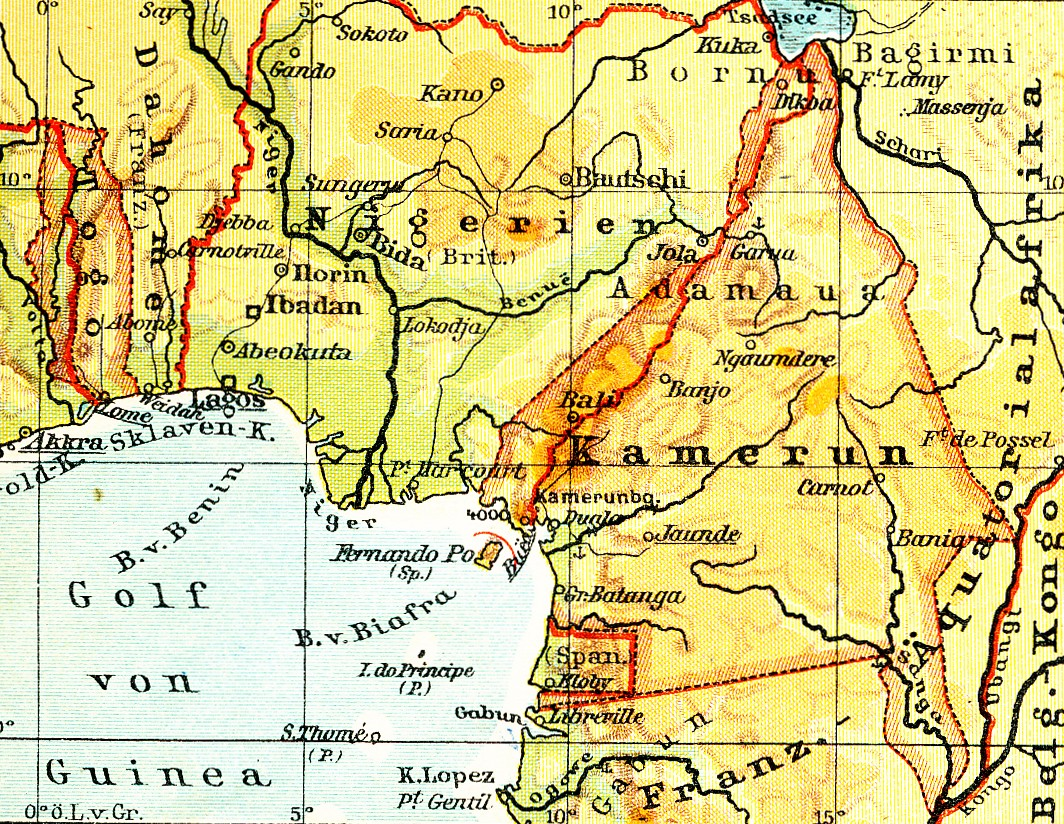
Die Grenzen Deutsch-Westafrikas zur Zeit der größten Ausdehnung 1911–14 (Karte von ca. 1930)

In seinem Streben nach Weltgeltung versuchte das Deutsche Kaiserreich seinen kolonialen Einfluss in Westafrika zu festigen. Es bestanden beispielsweise deutsche Auslandspostämter in Marokko, die der zunehmenden Einflussnahme in der Region Ausdruck verliehen. Der Machtanspruch hatte mehrere Konfrontationen mit der Kolonialmacht Frankreich zur Folge, die sich in der ersten und Zweiten Marokkokrise entluden. Deutschland verlangte ein Mitspracherecht bei der Entwicklung Marokkos beziehungsweise Kompensationen als Gegenleistung für den Verzicht auf Mitsprache.
Die zweite Marokkokrise wurde schließlich 1911 durch den Marokko-Kongo-Vertrag beigelegt, der einen Gebietsaustausch an der Grenze von Deutsch-Kamerun und Französisch-Äquatorialafrika beinhaltete. Dabei wurde dem deutschen „Schutzgebiet“ im Osten und Süden ein umfänglicher Gebietsgürtel (Neukamerun) zugesprochen (auch Deutsch-Kongo genannt). Frankreich erhielt einen kleineren Gebietsvorsprung im Nordosten Kameruns („Entenschnabel“ genannt).
Ein etwaiger Tausch Togos gegen ein größeres Gebiet im Kongo wurde nach Protesten aus den Reihen der deutschen Kolonialpolitiker und -händler fallengelassen.
Das weitgesteckte Ziel des deutschen Kolonial-Annexionismus, die Schaffung eines deutschen Mittelafrika, wurde somit erstmals sichtbar, aber lediglich peripher verwirklicht.

## Erster Weltkrieg und Ende der deutschen Kolonie

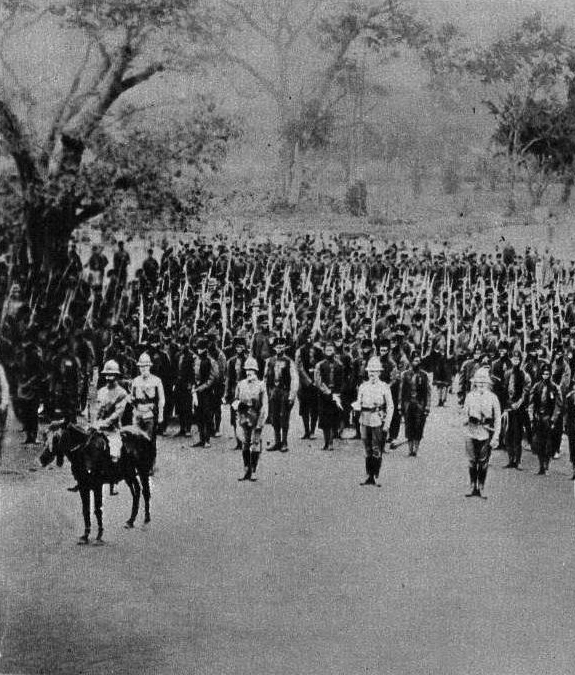
Britische Besatzungstruppen in Togo (Oktober 1914)

Das kleine „Schutzgebiet“ Togo, das nur eine Polizeitruppe besaß, war bereits einen Monat nach Beginn des Ersten Weltkriegs, am 27. August 1914, von Briten und Franzosen besetzt. In Deutsch-Südwestafrika ergaben sich im Juli 1915 die letzten kämpfenden Schutztruppen den südafrikanischen Unionstruppen. Das ebenfalls über eine Schutztruppe verfügende Kamerun wurde noch bis Februar 1916 von deutschen Einheiten gehalten, bis sie sich schließlich in das neutrale Gebiet des spanischen Rio Muni zurückzogen. Zuletzt streckten die abgeschnittenen Verteidiger der Bergfestung Mora im Mandara-Gebirge die Waffen.
Das Ende der deutschen Kolonien wurde letztlich 1919 durch den Vertrag von Versailles besiegelt. Gemäß Artikel 119 verzichtete Deutschland „[...] zugunsten der alliierten und assoziierten Hauptmächte auf alle seine Rechte und Ansprüche bezüglich seiner überseeischen Besitzungen“. Kamerun und Togo wurden von Frankreich und Großbritannien im Auftrag des Völkerbundes getrennt verwaltet. Kamerun wurde in ein größeres französisches und ein kleineres britisches Mandatsgebiet geteilt. Kleinere Gebiete im Westen Togos kamen zur britischen Goldküste (Ghana).